# Antropopatia

Representação artística do deus cristão manifestando sua ira, um exemplo de antropopatia

Antropopatia atribuição de características ou sentimentos humanos a seres não humanos (natureza, animais, divindades, etc). Do grego anthrōpopathḗs (ἄνθρωπος), literalmente, "tendo sentimento humanos". 
Esta é uma técnica de escrita comum  em escritos religiosos, onde, por exemplo, a emoção humana é atribuída a Deus, onde a divindade normalmente não teria experimentandado emoção neste sentido. Essa técnica é particularmente notável no livro de Gênesis, como um exemplo do tema de Deus como um deus pessoal. Alguns estudiosos da Bíblia, no entanto, argumentam que as emoções humanas atribuídas a Deus são indicativas de respostas divinas dentro da matriz da história humana que são de fato análogas às emoções humanas, embora não sejam unívocas.